# Preludios sin compás
Preludio libre o preludio sin medida es un preludio en el que la duración de cada nota se deja al criterio del intérprete. El término se usa sobre todo para las composiciones para clavecín del Siglo XVII escritas sin indicaciones métricas o rítmicas aunque varios compositores del periodo clásico compusieron pequeños preludios para instrumentos de viento utilizando notación sin compás hasta el siglo XIX. 

## Preludios sin compás paralaúd
Los primeros preludios sin compás aparecieron durante el Renacimiento. Se trata de composiciones cortas improvisadas para laúd normalmente interpretadas como introducción a otras piezas o para probar el instrumento. Posteriormente los preludios sin compás mantuvieron el carácter de improvisación del género pero se volvieron más largos y complejos. Los preludios sin compás evolucionaron hasta convertirse en composiciones completas hacia mediados del siglo XVII. Sin embargo el desarrollo de la música para laúd se detuvo por esa época y el último preludio sin compás data de finales de dicho siglo.
Pierre Gaultier, René Mésangeau and Germain Pinel fueron los principales compositores que contribuyeron al desarrollo de los preludios sin compás.

## Preludios sin compás paraclave
Los preludios sin compás para clave empezaron a aparecer alrededor de 1650. Se considera a Louis Couperin el primer compositor que adoptó este género. Couperin escribió preludios sin compás utilizando largos grupos de redondas conectándolos mediante curvas. Este tipo de notación se encuentra únicamente en los preludios sin compás de Couperin. Otra importante contribución al desarrollo del género fue la realizada por Nicolas Lebègue, quien usó diversos tipos de notas en sus preludios sin compás. El primero de ellos que fue publicado apareció en Le pieces de clavessin de Lebègue en 1677.
Los preludios sin compás para clave se convirtieron en un género típicamente francés, utilizado por famosos compositores como Jean-Philippe Rameau, Jean-Henri d'Anglebert, Louis Marchand y Élisabeth Jacquet de la Guerre. También están presentes en las obras de compositores alemanes influenciados por el estilo francés. De estos, Johann Caspar Ferdinand Fischer fue uno de los primeros en utilizar preludios sin compás en sus suites para clave.
La obra L'Art de toucher le Clavecin de François Couperin (1717) contiene ocho preludios que, si bien tienen naturaleza improvisada del tipo sin compás, fueron escritos con compás con fines didácticos. Estas piezas junto con varios preludios del Second Livre de Pieces de Clavecin de Nicolas Siret (1719) se encuentran entre los últimos preludios sin compás que fueron compuestos para clave.